# 哈尔滨啤酒集团
百威英博哈尔滨啤酒有限公司，前身哈尔滨啤酒集团有限公司，是中国最早的啤酒制造商，创建于1900年，其生产的哈尔滨啤酒是中国最早的啤酒品牌，至今仍風行于中國各地。公司目前隸屬於百威亞太有限公司旗下。

## 历史

### 成立初期
- 1900年，來自俄國的波蘭裔商人乌卢布列夫斯基（Jan Wróblewski）在哈爾濱开办了中国第一家啤酒厂，即「乌卢布列夫斯基啤酒厂」，并正式生产“哈尔滨啤酒”。
- 1908年，乌卢布列夫斯基啤酒厂改名为“古罗里亚啤酒厂”，转由俄国人乌瓦特夫经营。
- 1932年，“古罗里亚啤酒厂”改名为“哈尔滨啤酒厂”。转由捷克人加夫列克和中国人李竹臣共同經营。
- 1937年，“大日本麦酒株式会社”社长高桥真男參與經營，並設立了“哈尔滨啤酒股份有限公司香坊分厂”。

### 秋林股份有限公司第一啤酒厂
- 1946年 苏联红军将“哈尔滨啤酒股份有限公司香坊分厂”更名为 “秋林股份有限公司第一啤酒厂”，经理为俄国人马力且夫，当时生产的商标为“红星牌”。

### 哈爾濱啤酒廠
- 1950年 苏联红军将工厂交給中華人民共和國政府，企业归属哈尔滨实业总公司，委派 张伟民为厂长，改名为“哈尔滨啤酒厂”。
- 1956年 不同时代组建的“哈尔滨啤酒厂”合并后，仍用厂名“哈尔滨啤酒厂”。
- 1959年 工厂第一次用玉米代替大米生产250吨啤酒，此举为中国首创。
- 1973年 由工厂和省科技馆合作设计制造的黑龙江省第一台喷淋杀菌机安装使用。
- 1996年 “哈尔滨啤酒厂”与香港新中港集团公司合资组建“哈尔滨啤酒有限公司”，李文涛出任总经理。
- 1997年 哈尔滨啤酒有限公海伦分公司成立。
- 1998年 哈尔滨啤酒（松江）有限公司成立。集团年产销量达31.2万吨，列全国啤酒行业第七位。
- 1999年 哈尔滨（鹤岗）有限公司成立。集团年产销量超过40万吨，列全国啤酒行业第六位。
- 2000年 吉林哈尔滨啤酒有限公司成立，年产销量突破50万吨。
- 2001年 成功收购粤海啤酒北方集团，集团年产销量突破100万吨。

### 港交所上市
- 2002年 哈尔滨啤酒（锦州）有限公司成立、哈尔滨啤酒（大庆）有限公司成立、哈尔滨啤酒（唐山）有限公司成立；哈尔滨啤酒集团有限公司在香港主板上市(HKSE：0249)，当年被评为香港联交所年度最佳上市公司；哈尔滨啤酒被评为“中国名牌产品”。
- 2003年 哈尔滨啤酒（延吉）有限公司成立、哈尔滨啤酒（沈阳）有限公司成立、哈尔滨啤酒集团有限公司再一次被评为香港联交所年度最佳上市公司并荣获第一名。
- 2004年 哈尔滨啤酒集团全面启动纯生化。美国酿酒商安海斯公司(AB)收購99.66%股權，並把公司私有化。

## 概况
哈尔滨啤酒集团有限公司原址位于哈尔滨市香坊区油坊街20号，现已搬迁至平房区哈啤路9号，是中国大陆第五大啤酒酿造企业，共拥有13家啤酒酿造厂。哈啤集团的市场份额在哈尔滨约为66%，在全国为5%左右。目前，哈尔滨啤酒销往除西藏以外的全国其他省区，并远销英国、美国、俄罗斯、日本、韩国、新加坡、香港等30多个国家和地区。

## 啤酒博物馆
哈尔滨啤酒在厂房搬至哈南工业新城后，建立了哈尔滨啤酒博物馆并于2014年9月20日开馆。

## 主要品牌

### 哈啤系列
哈啤集团总公司的产品均以“哈尔滨啤酒”或“哈啤”命名，再根据原料、制造过程、口感等不同冠以不同名称，主要有：
- 清爽
- 淡爽
- 劲爽
- 特制超鲜
- 小麦王
- 1900经典
- 冰纯
- 冰纯淡爽
- 白啤

### 其他品牌
主要为哈啤集团各分公司产品，即哈啤集团收购各地啤酒厂后保留原品牌，如泉雪啤酒。
哈尔滨啤酒收购洛阳当地著名啤酒品牌，洛阳宫啤酒

## 外部連結
- 哈尔滨啤酒集团有限公司

1. ↑  . hlj.sina.com.cn.   [2018-09-18]. （原始内容存档于2018-09-18）.